# 希登灣

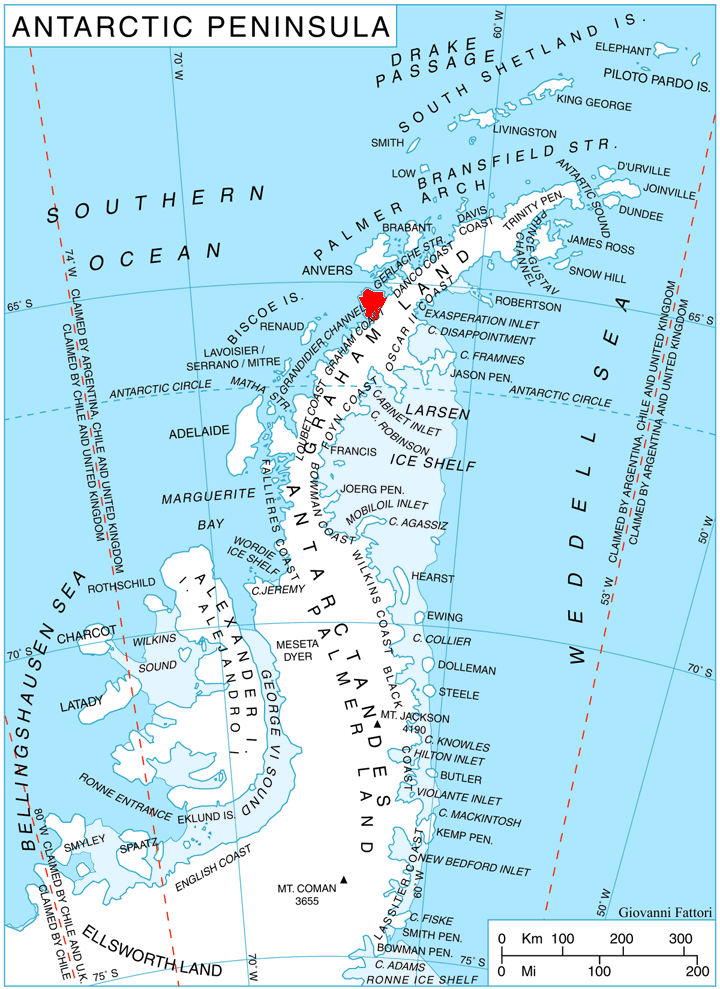

希登灣（德語：Hidden Bay）是南極洲的海灣，位於葛拉漢地西岸基輔半島東北岸，處於雷納德角和阿古達角之間，長6公里，由比利時探險隊繪入地圖。

## 外部連結
- SCAR Composite Gazetteer of Antarctica（页面存档备份，存于）.

65°2′S 63°46′W / 65.033°S 63.767°W